# Gouvernement Tsjernigov
Het gouvernement Tsjernigov (Russisch: Черниговская губернія; Tsjernigovskaja goebernija) was een gouvernement (goebernija) van het keizerrijk Rusland. Het gouvernement grensde aan de gouvernementen Minsk, Koers, Charkov, Poltava en Wolynië. De hoofdstad van het gouvernement was Tsjernihiv (dit is Oekraïens voor Tsjernigov). 
Het gouvernement Tsjernigov werd in 1781 opgericht uit het Kozakken-Hetmanaat en in 1802 uit het gouvernement Klein-Rusland. Het gouvernement Tsjernigov had een oppervlakte van 52.396 km² en het gouvernement had 2.298.000 inwoners volgens bij de volkstelling in het Russische Rijk in 1897. In 1914 was de bevolking gegroeid naar 2.340.000. Na de oprichting van de Oekraïense Socialistische Sovjetrepubliek werd het gebied verdeeld langs etnische lijnen. De gebieden met een Oekraïense bevolking werden onderdeel van de oblast Tsjernihiv van de Oekraïense Socialistische Sovjetrepubliek. De gebieden met een Wit-Russische en Russische bevolking werden onderdeel van het gouvernement Mogiljow, toen onderdeel van de Russische Socialistische Federatieve Sovjetrepubliek en in 1926 in de oblast Brjansk.